# Jaungulbene
Jaungulbene (ryska: Яунгулбене) är en ort i Lettland.   Den ligger i kommunen Gulbenes Rajons, i den östra delen av landet, 150 km öster om huvudstaden Riga. Jaungulbene ligger 122 meter över havet och antalet invånare är 690.
Terrängen runt Jaungulbene är platt. Runt Jaungulbene är det glesbefolkat, med 15 invånare per kvadratkilometer. Närmaste större samhälle är Gulbene, 15,4 km nordost om Jaungulbene. Omgivningarna runt Jaungulbene är en mosaik av jordbruksmark och naturlig växtlighet.